# بساموثيس
بساموثيس (بالإنجليزية: Psammuthes)‏، هو فرعون من الأسرة المصرية التاسعة والعشرون، 392 ق.م. حكم في العصر المتأخر، وكان واحداً من آخر الحكام الأصليين للبلاد. يرجع نفريتس بأصوله إلى مندس.

## فترة حكمه
ذكر في مانيتو في خلاصة (الأفريقي، يوسابيوس، والنسخة الأرمنية الأخيرة) ان بساموثيس اغتضب الحكم من هاكور بعد ان تولى الأخير الحكم، بأن استولى بساموثيس على السلطة وخلع هاكور من العرش ونصب نفسه فرعون، ثم خلعه هاكور من السلطة وتولى الحكم مرة أخرى.

## مقالات ذات صلة
- الأسرة المصرية التاسعة والعشرين
- نفريتس الأول
- هاكور